# Teoria della trave generalizzata
La teoria della trave generalizzata (o, in inglese, Generalized beam theory) è una teoria della trave che estende  la teoria di Vlasov al caso di travi in parete sottile formate da pareti rettilinee.  È stata introdotta da Richard Schardt, professore all'Università di Darmstadt.
Tramite questa teoria è possibile scrivere la condizione di equilibrio tramite un sistema di equazioni differenziali del quarto ordine, del tipo
{\displaystyle \mathbf {AV} ''''+\mathbf {BV} '''+\mathbf {CV} ={F}.}